# Pedro Dabdoub
Pedro Ismael Dabdoub Sánchez  (Ciudad de México, 12 de septiembre de 1970) es un versátil compositor, arreglista, cantante, cantautor, músico, multinstrumentista y productor mexicano ganador de los Premios Oye!, Premios TVyNovelas, SACM (Sociedad de Autores y compositores de México), Premio BECA de composición María Grever y el premio Nacional de Excelencia Profesional. Con más de 3000 piezas compuestas y 100 producciones discográficas, es uno de los principales compositores en la escena nacional de México.

## Biografía
Pedro Dabdoub nació un sábado en la Ciudad de México el día 12 de septiembre de 1970. A los cuatro años de edad se dio cuenta de su pasión por la música, cuando descubrió los pianos de casa de sus abuelas con los que jugaba a componer. 
A los diez años de edad comenzó formalmente con sus estudios recibiendo sus primeras clases de piano particulares con la maestra Malena Araico en la Ciudad de México durante 3 años. Posteriormente a la edad de trece años se muda a la ciudad de Paris en Francia. Donde retoma sus estudios de música y piano, mientras de manera autodidacta comienza con el ejercicio y su entrenamiento personal en composición musical.
Este fue el proceso creativo que comenzó a temprana edad y que lo ha llevado a desarrollar la búsqueda de lenguajes musicales propios.
Durante los cuatro años que vivió y estudió en Francia, compuso una serie de pequeñas piezas clásicas para piano. El último año de su estancia, se preparó con una profesora particular para ingresar al honorable Conservatorio de Versalles, ingreso que se vio interrumpido por un cambio repentino de residencia a la Argentina. 
En la ciudad de Buenos Aires conoció al maestro de piano Neculai Krauz originario de Rumania. Con gran ímpetu le enseña y transmite al joven Pedro sus conocimientos en técnica de piano Rusa y lo prepara como concertista durante los próximos seis años. Al terminar con sus estudios y su escolaridad básica en el colegio Franco Argentino, ingresa a la carrera de composición en la Universidad Católica Argentina de Ciencias y Artes Musicales (UCA).
Durante sus ocho años de residencia en la ciudad de Buenos Aires formó parte del coro sinfónico y del coro de cámara de Cantoría Lugano, dirigido y creado por el maestro Eduardo Vallejo, desarrollándose también como cantante de música medieval y como contratenor en ensambles como en “La Fontana” del maestro y director de orquesta Facundo Agudín.
Estudió técnicas de canto y flauta barroca “Trecento” con el flautista Pedro Memelsdorff, complementando sus estudios en flauta trasversa en el Honorable Conservatorio Nacional de La Lucila en Buenos Aires, Argentina.
En 1995 regresa a su país natal México, en donde intenta continuar con su carrera de composición en la Universidad Nacional Autónoma de México (UNAM) y meses después decide continuar por su parte de manera autodidacta con el propósito de trabajar en un lenguaje de fusión entre la música clásica y el folclore Mexicano. Además incursiona en la música popular e ingresa al taller de la compositora Amparo Rubín enfocando sus esfuerzos hacia el mundo de la canción y la música pop.
En 1997 la cantante Frida le graba sus dos primeros temas, cuya producción corre a cargo de Amparo Rubín y Loris Ceroni para la disquera Universal Music México. En ese mismo año la carrera de Pedro Dabdoub da un giro y comienza su trabajo como compositor para intérpretes del pop Mexicano e Internacional.
Desde el año 2000 hasta la fecha se desempeña en la enseñanza como maestro de canto y composición, durante este tiempo ha producido temas musicales para el subsello de Putumayo Records llamado Shamanik Quest y Gandharvas Music.
Durante el año 2005 hasta el 2007 desarrolla el coro del Polyforum Cultural Siqueiros.

## Caraiba
En el año 1995 crea su primer proyecto de música “Caraiba”, una fusión de Latin Jazz con la que se presentó en varias delegaciones y universidades de la Ciudad de México.

## U.N.O.
En el año 2006 crea el proyecto musical llamado U.N.O. (Uniendo Nuestros Orígenes) que se convierte en dueto con el músico Carlos Law. Con la visión de proponer un nuevo género musical, U.N.O. es el primer concepto musical en fusionar el género POP con el Huapango con la autoría principal de Pedro Dabdoub. U.N.O es firmado por la disquera Universal Music México promocionando su sencillo “Ándale niña” siendo tema principal de la telenovela “Niña de mi Corazón” para grupo “Televisa”. 
Con este tema comienza su gira por la república Mexicana promocionando su sencillo y obteniendo gran aclamación del público a nivel nacional.
Después del éxito de “Niña de mi Corazón” su segundo sencillo llamado “Me doy”, alcanza las listas de popularidad en la radio nacional de México.

## Mundo de Caramelo
En el año 2007 Pedro Dabdoub compone y escribe “Mundo de Caramelo” tema inspirado por su hija e interpretado por la actriz y cantante Danna Paola 2009 con el que es galardonado con la Musa de los Premios Oye por mejor canción y con el premio TVyNovelas por mejor canción para novela, en México. Tema con el cual realiza la gira “Atrévete a soñar” promocionando dicho tema por toda la república mexicana y donde participa en quince conciertos en el Auditorio Nacional en la Ciudad de México.

## Me hace tanto bien
En el año 2009 nace el tema “Me hace tanto bien” interpretado por Alejandro Fernández en coautoría con Donato Poveda y Carlos Law, canción que lanza a U.N.O. como artista emergente a nivel nacional siendo galardonado por la SACM como mejor canción del año e invitado a participar y compartir escenario con Alejandro Fernández en su gira Revolución.

## La Voz México
Pedro Dabdoub ha destacado por su labor de vocal coaching en la Voz México como director vocal para diferentes producciones para los sellos discográficos Universal y Sony Music.

## Otros proyectos
Ha sido maestro de composición e improvisación del taller de compositores de la SACM creada por el compositor y productor Memo Méndez Guiu. 
Trabajo para el subsello de Putumayo Records “Shamanik Quest” como productor musical.

## Jazzpango
En el año 2014 se da a conocer la fusión de world music de jazz con música folclórica mexicana llamada JazzPango con la cual inicia giras alrededor de México presentándose en festivales como el Festival Internacional Cervantino, Festival de Jazz de Irapuato, Festival de Real de Catorce, el Bahía Word Music Fest en la Ciudad de Puerto Vallarta, entre otros.

## Alebrije Sounds
En el año 2017 funda su propio sello discográfico llamado Alebrije Sounds el cual inicia el concepto de Alebrije Sessions, promocionando artistas emergentes en la escena nacional en México y Latinoamérica.

## Intérpretes y Coproducciones
Otros músicos e intérpretes que han grabado sus canciones han sido: Lila Downs, Gloria Trevi, Danna Paola, Dulce María entre muchos otros. Ha trabajado con productores de la talla de Mario Domm, Áureo Baqueiro, Memo Méndez Guiu, Mario Contreras, Juan Luis Ayala entre otros.

## Discografía
- 2007: Mantras Femeninos
- 2007: Mantras Masculinos
- 2008: Ceremonia de Luz
- 2012: Mantra el poder de la palabra Vol. II
- 2012: Mantra el poder de la palabra Kabbalah”
- 2013: Salud, amor y dinero
- 2013: Tantra flujo de vida
- 2014: JazzPango (Two Worlds, One Sound)
- 2018: JazzPango (Escenas Mexicanas)
- 2019: El camino del Chaman
- 2019: The Forest of Secrets

## Premios y nominaciones
| Año  | Nominado      | Premio                                                     | Categoría                                           | Resultado |
| ---- | ------------- | ---------------------------------------------------------- | --------------------------------------------------- | --------- |
| 2009 | Pedro Dabdoub | Premios Oye La Musa                                        | Mejor Tema musical de Telenovela (Atrévete a soñar) | Ganador   |
| 2010 | Pedro Dabdoub | Premio TvyNovela “Mundo de Caramelo”                       | Mejor Canción de Telenovela (Atrévete a soñar)      | Ganador   |
| 2011 | Pedro Dabdoub | Premio SACM (Sociedad de Autores y Compositores de México) | Mejor Canción del año (Me hace tanto bien)          | Ganador   |